# Алессія Кара
Алессія Кара (англ. Alessia Cara; нар. 11 липня 1996, Брамптон, Онтаріо, Канада) — канадська соул-співачка, авторка-виконавець. Лауреат декількох музичних премій.

## Біографія
Див. також «Alessia Cara Career» в англомовному розділі.
Справжнє прізвище — Карачолло. Народилась 11 липня 1996 року у місті Брамптон (Онтаріо, Канада).
Алессія має італійське коріння в Калабрії; її батько народився в Канаді, його батьки були італійцями, а мати — італійський іммігрант..
У дитинстві дівчинка відвідувала спеціалізовану католицьку школу.
У Алессії є молодший брат Даріо.
З дитинства дівчина захоплювалася театральними постановками і писала вірші. У віці 10 років почала грати на гітарі і співати. А віці 13 років Алессія на своєму каналі на Youtube вже викладала різноманітні кавер-версії відомих пісень.

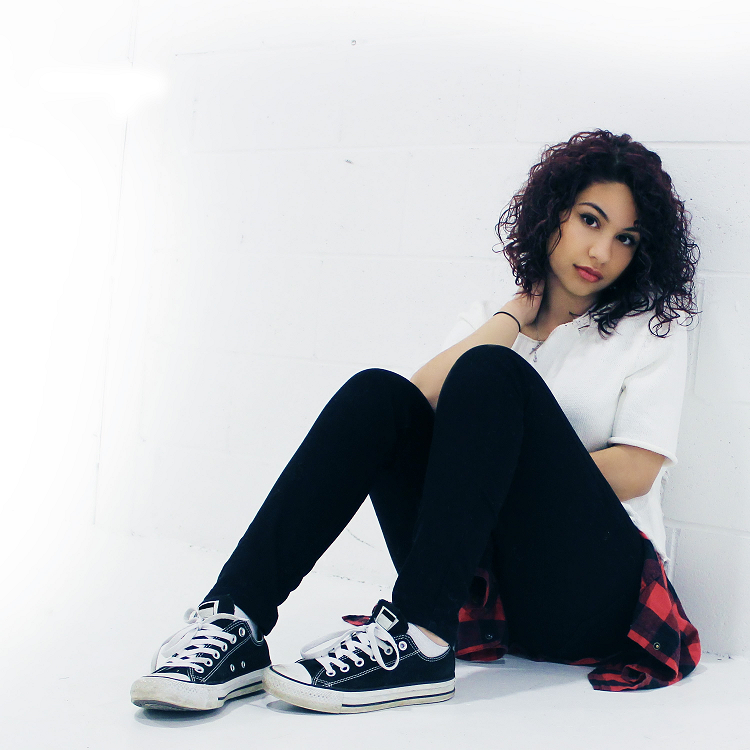
Алессія Кара у 2015 році

## Кар'єра
Музична кар'єра дівчини почалася в 2015 році, коли вона випустила свій дебютний сингл під назвою «Here». Спочатку Алессія з'являлася на радіостанціях, а потім підписала контракт з записуючим лейблом EP Entertainment і Def Jam Recordings підготовку запису свого дебютного альбому.
Реліз дебютного альбому Алессії Кари, який отримав назву «Know-It-All», відбувся 13 листопада 2015 року. Пісня досягла топ-5 в США та топ-20 в Канаді. Завдяки прекрасним вокальним даним співачки та її особливій манері виконання, дебютний альбом отримав схвальні відгуки музичних критиків. Однак, про великий комерційний успіх дебютного альбому Алессії говорити поки рано.
У 2016 році випустила хіт разом з Троєм Сіваном «Wild».

## Дискографія
Див. також «Alessia Cara Discography» в англомовному розділі
Альбом
- Know-It-All[en] (2015)
- In The Meantime (2021)

Сингли
- «Here» (2015)
- «Wild Things» (2016)

## Нагороди та номінації
| Рік  | Нагорода                     | Категорія                               | Отримувач              | Результат  |
| ---- | ---------------------------- | --------------------------------------- | ---------------------- | ---------- |
| 2015 | Streamy Awards               | Original Song                           | «Here»                 | Перемога   |
| 2016 | BBC Sound of                 | Sound of 2016                           | Н/д                    | Second     |
| 2016 | Kids' Choice Awards          | Favorite New Artist                     | Alessia Cara           | Номінація  |
| 2016 | Juno Awards                  | Breakthrough Artist of the Year         | Alessia Cara           | Перемога   |
| 2016 | Juno Awards                  | Fan Choice Award                        | Alessia Cara           | Номінація  |
| 2016 | Juno Awards                  | Single of the Year                      | «Here»                 | Номінація  |
| 2016 | Juno Awards                  | R&B/Soul Recording of the Year          | Four Pink Walls        | Номінація  |
| 2016 | iHeartRadio Music Awards     | Best Cover Song                         | «Bad Blood» — Covering | Номінація  |
| 2016 | Radio Disney Music Awards    | Breakout Artist Of The Year             | Alessia Cara           | Номінація  |
| 2016 | ASCAP Pop Music Awards       | Most Performed Songs                    | «Here»                 | Перемога   |
| 2016 | Much Music Video Awards      | Video of the Year                       | «Here»                 | Номінація  |
| 2016 | Much Music Video Awards      | Best Pop Video                          | «Here»                 | Номінація  |
| 2016 | Much Music Video Awards      | Most Buzzworthy Canadian                | «Here»                 | Номінація  |
| 2016 | Much Music Video Awards      | Best New Canadian Artist                | «Here»                 | Перемога   |
| 2016 | Much Music Video Awards      | iHeartRadio Canadian Single of the Year | «Here»                 | Номінація  |
| 2016 | Much Music Video Awards      | Fan Fave Video                          | «Here»                 | Номінація  |
| 2016 | Much Music Video Awards      | Fan Fave Artist or Group                | Alessia Cara           | Номінація  |
| 2016 | BET Awards                   | Best New Artist                         | Alessia Cara           | Номінація  |
| 2016 | SOCAN Awards                 | Breakout Artist                         | Alessia Cara           | Перемога   |
| 2016 | MTV Video Music Awards       | Best Pop Video                          | «Wild Things»          | Номінація  |
| 2016 | MTV Europe Music Awards      | Best Canadian Act                       | Alessia Cara           | Номінація  |
| 2016 | MTV Europe Music Awards      | Best Push Act                           | Alessia Cara           | Номінація  |
| 2016 | American Music Awards        | New Artist of the Year                  | Alessia Cara           | Номінація  |
| 2016 | MTV Video Music Awards Japan | Best R&B Video                          | Here                   | Номінація  |
| 2016 | BBC Music Awards             | Song of the Year                        | Here                   | Номінація  |
| 2017 | People's Choice Awards       | Favorite Breakout Artist                | Alessia Cara           | Очікується |